# Trappi del Deccan
I Trappi del Deccan sono una grande provincia ignea situata nell'Altopiano del Deccan, localizzato nella parte centro occidentale dell'India.

## Descrizione
Rappresentano una delle più estese zone vulcaniche del pianeta Terra. Sono formati da una serie di strati di vaste colate di basalto solidificato che, nel complesso, raggiungono lo spessore di 2.000 m e coprono un'area di 500.000 km², con un volume di circa 1.000.000 km3.
Si ritiene che in origine i Trappi del Deccan siano arrivati a ricoprire un'area di 1,5 milioni di km2, con un volume corrispondentemente maggiore dell'attuale.

## Etimologia
Il termine trappo viene utilizzato in geologia dal 1785-95 per indicare formazioni rocciose stratificate di questo tipo. Deriva dallo svedese trappa, che significa scalinata, e utilizzato per indicare la forma a gradoni del paesaggio collinare di queste regioni costituito da stratificazioni di colate di basalto solidificato. Nel corso del tempo, l'erosione costante degli strati sovrapposti di colate di lava successive, dà luogo alla formazione di un paesaggio a gradoni.

## Formazione

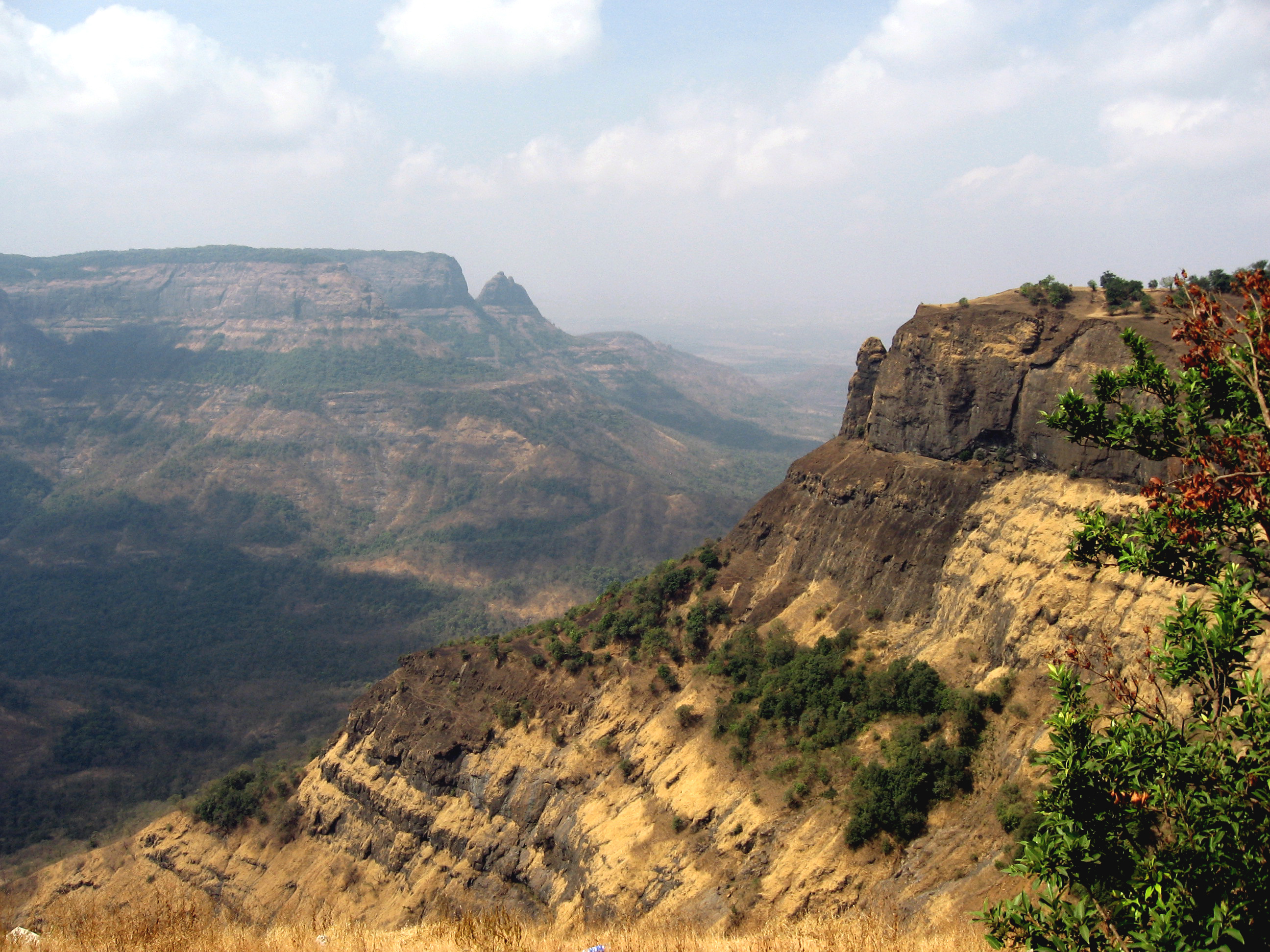
Trappi del Deccan vicino a Matheran, a est di Mumbai

I Trappi del Deccan cominciarono a formarsi 66,25 milioni di anni fa, alla fine del Cretaceo e la parte più consistente delle eruzioni vulcaniche avvenne nella catena montuosa dei Ghati occidentali. Si ritiene che la serie delle eruzioni sia durata meno di 30.000 anni.
Si stima che l'area originariamente ricoperta dalle emissioni di lava si estendesse per 1,5 milioni di km2, cioè all'incirca la metà delle attuali dimensioni dell'India. La regione dei Trappi del Deccan fu poi ridotta alle dimensioni attuali in seguito ai fenomeni di erosione e ai movimenti tettonici; attualmente l'area in cui si possono ancora osservare le evidenze dei flussi lavici è di circa 500.000 km2.

## Influenza sulle estinzioni di massa e sul clima
L'emissione dei gas vulcanici, e in particolare del biossido di zolfo, durante la formazione dei trappi influenzò i cambiamenti climatici. I dati disponibili portano ad indicare un calo della temperatura media di circa 2 ºC in questo periodo.
Inoltre, gli studiosi ritengono che l'elevato quantitativo delle emissioni gassose collegate alla formazione dei trappi del Deccan abbia svolto un ruolo anche nell'estinzione di massa del Cretaceo-Paleocene, nota come evento K-Pg o estinzione del Cretaceo-Terziario e abbreviata in evento K-T. È stato ipotizzato che il rapido raffreddamento collegato alle emissioni solforose assieme alla loro tossicità, abbia dato un contributo significativo all'evento K-Pg e all'estinzione di massa conseguente.
Tuttavia, l'ipotesi che riceve il maggior consenso della comunità scientifica è che l'estinzione sia stata innescata dall'evento di impatto del cratere di Chicxulub, in Messico, che potrebbe aver prodotto una nube di polveri di densità così elevata da bloccare per molti anni la luce del sole, provocando la morte della vegetazione e una consistente riduzione della temperatura globale (effetto noto come inverno da impatto).
Studi pubblicati nel 2014 sull'epoca collegata al vulcanismo del Deccan, suggeriscono che l'estinzione di massa possa essere stata causata sia dal vulcanismo nell'India che dall'evento di impatto messicano. Ulteriori studi di tono similare sono stati pubblicati nel 2015.

## Teorie sulla formazione
Si suppone che le eruzioni avvenute in questa zona siano associate a un profondo pennacchio di mantello o ad un punto caldo, nella fattispecie il punto caldo di Riunione. Si sospetta che tali fenomeni siano stati la causa sia delle eruzioni dei Trappi del Deccan sia dello sciame di faglie che una volta separava l'arcipelago delle Seychelles dall'India.
La costante espansione della dorsale oceanica, ai confini tra la placca tettonica indiana e la placca africana ha spinto l'India verso nord, lontano dal punto caldo, che ora si trova sotto l'isola di Réunion nell'Oceano Indiano a sud-ovest dell'India.